# Sailly-Labourse
Sailly-Labourse är en kommun i departementet Pas-de-Calais i regionen Hauts-de-France i norra Frankrike. Kommunen ligger i kantonen Nœux-les-Mines som tillhör arrondissementet Béthune. År 2022 hade Sailly-Labourse 2 535 invånare.

## Befolkningsutveckling
Antalet invånare i kommunen Sailly-Labourse
| Referens: INSEE |